# 모전도서관
모전도서관은 경상북도 문경시에 있는 공립 도서관이다.

## 연혁
- 2009년 12월 22일 개관.